# معركة الموصل (2004)
معركة الموصل 2004 هي احدى المعارك التي دارت بعد الغزو الامريكي للعراق حيث اندلعت اشتياكات في مدينة الموصل (مركز محافظة نينوى) بالعراق بين قوات التحالف الدولي بقيادة الولايات المتحدة وبين المقاومة العراقية المحلية وشهدت تدخل قوات البيشمركة الكردية، استمرت المعركة لاشهر متسببة بخسائر بشرية كبيرة واثر على الوضع الامني والسياسي في المنطقة.

## مقدمة
أثناء احتلال الفرقة 101 المحمولة جواً الأمريكية في عام 2003، وهي قوة قوامها 21000 جندي بقيادة الجنرال ديفيد بترايوس، أقامت القوات الأمريكية تحالفًا سلميًا مع القبائل السنية المحلية. ومع ذلك، بعد انسحابها، تحالفت وكالة المخابرات المركزية الأمريكية بشكل حصري تقريبًا مع الأكراد، وكان يُنظر إلى الولايات المتحدة على أنها حليف قبلي آخر للأكراد، مما جعل الصراع أمرًا لا مفر منه. بينما كانت كتيبة واحدة من فرقة المشاة 25 متوجهة من الموصل إلى الفلوجة للمساعدة في الهجوم على المدينة، كان المتمردون، وللمفارقة، يأتون إلى المدينة من الفلوجة حيث انضم إليهم مقاتلون أجانب عبر الحدود. اشتدت الهجمات على قوات التحالف في المدينة وكان المتمردون يخططون لمحاولة الاستيلاء على المدينة عندما بدأ الهجوم على الفلوجة.

## المعركة
بحلول 8 نوفمبر 2004، شن الإرهابيون هجمات منسقة كمائن في محاولة للسيطرة على المدينة. في نفس اليوم قاتلت وحدات من الكتيبة الأولى، فوج المشاة الرابع والعشرون ، المعروفة باسم «ديوس فور»  المتمردون  في محيط دوار اليرموك  في قلب غرب الموصل. استمرت المعركة طوال اليوم وأثبت المتمردون أنهم مصممون ومنسقون. تعرضت الكتيبة الثالثة  فوج المشاة الحادي والعشرون  والمعروفة باسم «جيمليتس» إلى الشمال لقذائف الهاون بينما هاجم المتمردون من الغرب والشرق والجنوب بنيران الأسلحة الصغيرة وقذائف الآر بي جي ونيران المدافع الرشاشة. كدليل على كثافة القتال في ذلك اليوم  تكبدت فصيلة مكونة من 30 فردًا (PLT الثانية) من الكتيبة الأولى من شركة برافو، فوج المشاة الرابع والعشرون ، 9 إصابات و 2 من أصل 4 مركبات سترايكر أصبحت عديمة الفائدة كقذائف آر بي جي ونيران مدفع رشاش أخرجوا أنظمة أسلحتهم. وكانت طائرات الهليكوبتر الهجومية من طراز Kiowa Warrior قد استولت على العديد من المركبات الفنية في ذلك اليوم.
في 9 تشرين الثاني (نوفمبر) 2004، لقي رائد بالجيش ورائد في القوات الجوية مصرعهما نتيجة هجوم آر بي جي وهجوم بقذائف الهاون على قاعدة العمليات المتقدمة الشجاعة في الموصل. في 10 نوفمبر 2004 ، تدفق مئات المتمردين على شوارع المدينة. بدأوا في مهاجمة قوات الأمن العراقية وبحلول اليوم التالي أخذوا زمام المبادرة. في 11 نوفمبر، استولى المتمردون على مركز شرطة ودمروا اثنين آخرين. اقتحموا مخازن أسلحة المحطات ووزعوا الأسلحة والسترات الواقية من الرصاص التي عثروا عليها. وتم اجتياح قوات الشرطة العراقية في غضون ساعات، وتشتت وهربت من القتال في الشوارع. انهار الأمن في المدينة بشكل شبه كامل. مرة أخرى، أخذ الجنود من Deuce Four على الجانب الغربي من المدينة و Gimlets على الجانب الشرقي من المدينة القتال إلى العدو. والجدير بالذكر أن شركة Bravo  Deuce-Four تم تأسيسها هذه المرة إلى الغرب من دائرة المرور في اليرموك حيث اندفعت شركة Alpha وعناصر أخرى من Deuce Four إلى الشرق غربًا. عملت المطرقة ضد خطة السندان ومرة أخرى شاركت الوحدات في قتال حضري مكثف. حلقت الطائرات فوق رؤوسهم وألقت قنابل JDAM بينما كان جنود المشاة في الأسفل يقاتلون من منزل إلى منزل وصمدوا في أرضهم ضد هجمات المتمردين وهجمات المورتر. بإختصار حصل  توماس ك. على النجمة البرونزية بعد وفاته.
قبل حلول الليل، تمكنت القوات المتمردة من الاستيلاء على أحد الجسور الخمسة فوق نهر دجلة قبل أن يسيطر الأمريكيون على الجسور الأربعة الأخرى.  وصلت تعزيزات أخرى للمتمردين إلى المدينة في 12 نوفمبر في عربات ومركبات أخرى. وتعرضت تسعة مراكز شرطة أخرى للهجوم - تم تدمير أحدها وتم الاستيلاء على البقية. كما تعرضت مقرات الحزب الديمقراطي الكردي للهجوم وإحراقها بالكامل. ثم توجه المتمردون إلى مباني الحزب التابعة للاتحاد الوطني الكردستاني. بعد انزعاجها من الهجمات، نصب البشمركة مدفع رشاش ثقيل على السطح وقاتل 12 من البشمركة العشرات  إن لم يكن المئات من المتمردين، حتى وصل 600 آخرين من البشمركة إلى مكان الحادث وتمكنوا من منع المسلحين من السيطرة على الجانب الشرقي المأهول بالسكان الأكراد من الموصل. ومع ذلك، تمكن المتمردون من السيطرة على الجزء العربي الغربي بأكمله من المدينة. أرسلت البشمركة 2000 مقاتل آخر إلى الموصل استجابة لطلب من وزارة الدفاع العراقية في محاولة لوقف تقدم المتمردين. بدأ سلاح الجو الأمريكي حملة قصف على مواقع المتمردين في المدينة استمرت حتى اليوم التالي. وكان أحد الأهداف التي قصفت هي مقبرة.
بحلول 13 نوفمبر، سيطر المتمردون على ثلثي المدينة.  بدأوا في مطاردة أعضاء قوات الأمن العراقية الجديدة وإعدامهم علنا، عادة بقطع الرأس.  وحولوا الكتيبة الأولى، فوج المشاة الخامس التابع لفرقة المشاة الخامسة والعشرين الأمريكية من الهجوم على الفلوجة للمساعدة في استعادة المدينة. كما استدعي 300 عنصر من الحرس الوطني العراقي من الحدود السورية وكتيبة عراقية خاصة من بغداد وعدد من مقاتلي البشمركة الكردية للمساعدة.  احتفظت جميع قواعد العمليات الأمامية الأمريكية في الموصل. سيطر المتمردون على مركزين آخرين للشرطة في 14 نوفمبر / تشرين الثاني، على الرغم من انسحاب قواتهم من أحدهما، و إحراق منزل محافظ نينوى. ومع ذلك، وبفضل العقيد جيمس إتش كوفمان وقوات مغاوير الشرطة العراقية الخاصة، إنقذ مركز الشرطة المعروف باسم فور ويست. لأفعاله في ذلك اليوم ، مُنح الكولونيل كوفمان وسام صليب الخدمة المتميز. 
في حوالي الساعة 10:30 من يوم 14 تشرين الثاني (نوفمبر)، تحرك العقيد كوفمان مع قوة الرد السريع الخاصة (QRF) لتعزيز فصيلة القوات الخاصة  التي تعرضت للهجوم في مركز شرطة  فور ويست في الموصل.  عندما اقتربت قوة الرد السريع من الفصيلة المحاصرة، تعرضت لقذائف صاروخية مكثفة، ومدافع هاون، ومدافع رشاشة، و AK-47 من قبل قوة متمردة كبيرة. خلال الساعات الأربع التالية، اعتدى العدو مرارًا وتكرارًا على موقع القوات الخاصة، وبلغ ذروته في بعض الأحيان لهجماتهم على بعد عشرين مترًا من موقع العقيد كوفمان. مع مقتل جميع ضباط القوات الخاصة  أو إصابتهم بجروح خطيرة بنيران العدو الأولية ، باستثناء ضابط واحد، أظهر الكولونيل كوفمان قيادة ملهمة حقًا، حيث حشد القوات الخاصة ونظم دفاعًا متسرعًا أثناء محاولته إرسال مقار أعلى للحصول على التعزيزات. تحت نيران كثيفة، انتقل من قوات إلى أخرى ، وأصدر لهم الأوامر بإشارات يدوية. في مرحلة ما، حطمت طلقة معادية يد الكولونيل كوفمان التي أطلقت النار وجعلت بندقيته M4 غير صالحة للعمل.

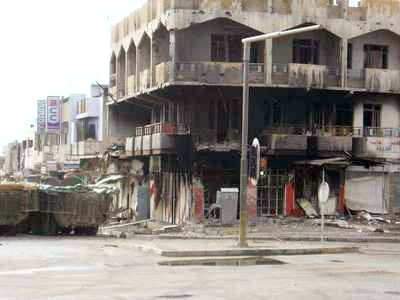
أبنية مدمرة خلال القتال في الشوارع في الموصل.

بعد تضميد يده، التقط الكولونيل كوفمان بنادق من طراز AK-47 من جرحى القوات الخاصة وأطلقها بيده الأخرى حتى نفدت الذخيرة.  بمساعدة ضابط القوات الخاصة  المتبقي، أعاد الكولونيل كوفمان توزيع الذخيرة بين القوات الخاصة  غير المصابين حتى لم يكن لديه سوى ذخيرة سائبة. بعد أربع ساعات من بدء المعركة، وصل العديد من عناصر القوات الخاصة الأخرى وقادهم العقيد كوفمان إلى موقعه. بعد ذلك بوقت قصير، وصلت مروحيات هجومية  تلتها عن كثب الفصيلة الثانية الخارجة عن القانون التابعة لشركة تشارلي 3/21 INF. استخدم الكولونيل كوفمان أجهزة الراديو العراقية لتوجيه الضربات الجوية، بينما اشتبك الخارجون عن القانون مع المتمردين في المباني المحيطة بعد تلقيهم نيران أذرع صغيرة وقذائف آر بي جي.  بعد الإشراف على إخلاء العشرات من جرحى القوات الخاصة، قاد الكولونيل كوفمان عنصرًا بحجم فرقة إلى مركز شرطة غرب العراق الأربعة، على بعد خمسين متراً من Strykers، لإجراء اتصالات مع القوات الخاصة الذين لا يزالون في المحطة. بعد الارتباط ، تقدمت طائرات سترايكرز إلى الأمام، واشتبكت طائرات الهليكوبتر الهجومية مع المباني التي احتلها العدو، وبعد ذلك عاد العقيد «كوفمان» إلى موقعه الأصلي حيث تم إجلاؤه مع بقية قتلى القوات الخاصة العراقيين.  خلال المعركة الشرسة التي دامت أربع ساعات، قُتل اثنا عشر من القوات الخاصة وأصيب 42 بجروح. قتل خمسة وعشرون من الأعداء وأصيب العشرات بجروح. 
بعد يومين، في 16 نوفمبر / تشرين الثاني، تمكنت القوات الأمريكية من اختراق الجسر الذي يسيطر عليه المتمردون، ومضت لاستعادة الجزء الشمالي والشرقي والجنوب من المدينة.  أفاد الأمريكيون أنهم لم يواجهوا مقاومة تذكر، على الرغم من إحراق ثلاثة من مراكز الشرطة العشرة بسحب قوات المتمردين.  بحلول وقت متأخر من المساء، تمكنوا من تأمين المدينة جزئيًا بواسطة المشاة الخامس والعشرين. المدينة ولا أي جزء من المدينة كانت في أي وقت مضى في أيدي المتمردين.

## ما بعد الكارثة
خلال الأسابيع الثلاثة التالية، عثر على 76 جثة لجنود عراقيين قد أعدموا في جميع أنحاء المدينة. قُتل 18 جنديًا أمريكيًا وجُرح 170 آخرون، وقتل ما لا يقل عن 31 من أفراد قوات الأمن العراقية، بالإضافة إلى 9 مقاتلين من البشمركة الأكراد على الأقل (الأرقام الفعلية غير معروفة). قُتل ما يقدر بنحو 600 متمرد، إلى جانب خمسة مدنيين ومقاول أمني من جنوب إفريقيا وسائق شاحنة تركي. لا تزال الأرقام الفعلية للضحايا غير معروفة. تمكن المتمردون من تكوين ملاذ آمن من الجزء الغربي من المدينة حيث واصلوا شن هجمات كر وفر خلال الأشهر القادمة. جاءت واحدة من أبرز الهجمات بعد شهر واحد فقط من توقف القتال، عندما تمكن انتحاري يرتدي زي جندي عراقي من الدخول إلى خيمة الطعام في قاعدة أمريكية تسمى قاعدة العمليات الأمامية «ماريز»، وفجر نفسه - مما أسفر عن مقتل 22 شخصًا، بما في ذلك 14 جنديًا أمريكيًا. وأعلنت الجماعة المتمردة المعروفة باسم جيش أنصار السنة مسؤوليتها عن الهجوم. وأسفرت المعركة عن هجر المدينة مكمل لقوات الأمن وترك المنطقة غير آمنة. كان اللواء الأول، فرقة المشاة 25 (فريق اللواء القتالي سترايكر) بمفردهم في المدينة حتى تمكنوا من بناء الشرطة العراقية والوجود العسكري العراقي مرة أخرى.

## أنظر أيضا
- هجوم الموصل 2008